# وزبطية
الوَزبطّيّة  (الاسم العلمي: Anseranatidae)، فصيلة من الطيور المائية. والنوع الوحيدة الذي على قيد الحياة هي الوزة الخرجاء، تعيش في شمال أستراليا وفي جنوب غينيا الجديدة.